# Obtusodonta obscuricolor
Obtusodonta obscuricolor là một loài tò vò trong họ Ichneumonidae.